# Homorúd
Homorúd is een plaats (község) en gemeente in het Hongaarse comitaat Baranya. Homorúd telt 702 inwoners (2001).